# Лосський Володимир Аполлонович
Володи́мир Аполло́нович Ло́сський (Лоський) (* 30 червня 1874, Київ — † 6 липня 1946, Москва)— український та російський співак (бас), режисер та педагог, 1925 — заслужений артист Республіки.

## Короткий життєпис
Батько був інженером шляхів сполучення, мати — піаністкою.
В 1897—1900 роках навчався у музичному училищі Київського відділення Російського музичного товариства, педагог — Камілло Еверерді, там само у 1902—1906 працював його викладачем. Одночасно протягом 1899—1900 років виступав в Московській приватній російській опері, Нижньому Новгороді — антреприза Н. Фігнера, в Києві у Сави Мамонтова. Вдосконалював майстерність в Парижі у Бертрамі.
В 1901—1905 роках виступав як соліст Київської опери, з перервами — в 1906—1932 у Великому театрі, як його режисер — в 1934—1936 та 1943—1946. 1909 року дебютував як режисер — «Кавказький полонений» Цезаря Кюї.
Працював в Одеському театрі опери та балету — в 1918—1920 та 1937—1940 роках, Свердловському, Тбіліському, Ленінградському.
Виконував такі партії:
- Скула — «Князь Ігор» Бородіна,
- Варлаам — «Борис Годунов» Мусоргського,
- Писар — «Майська ніч» Римського-Корсакова,
- у виставах в Одесі: «Броненосець „Потьомкін“» О. Чишка,
- «Щорс» Б. Лятошинського.

Викладав у Київській і Одеській консерваторіях.